# Джейк Еванс (футболіст, 2008)
Джейк Бенджамін Е́ванс (англ. Jake Benjamin Evans; нар. 4 червня 2008) — англійський футболіст, півзахисник клубу «Лестер Сіті».

## Клубна кар'єра
Вихованець академії клубу «Лестер Сіті». 12 квітня 2025 року дебютував в основному складі «Лестер Сіті» в матчі Прем'єр-ліги проти «Брайтон енд Гоув Альбіон», вийшовши на заміну Кейсі Макатіру.

## Кар'єра в збірній
Виступав за збірну Англії до 16 років.

## Статистика виступів
Станом на 25 травня 2025
| Клуб              | Сезон             | Чемпіонат         | Чемпіонат | Чемпіонат | Кубок | Кубок | Кубок ліги | Кубок ліги | Єврокубки | Єврокубки | Інші  | Інші | Всього | Всього |
| Клуб              | Сезон             | Дивізіон          | Матчі     | Голи      | Матчі | Голи  | Матчі      | Голи       | Матчі     | Голи      | Матчі | Голи | Матчі  | Голи   |
| ----------------- | ----------------- | ----------------- | --------- | --------- | ----- | ----- | ---------- | ---------- | --------- | --------- | ----- | ---- | ------ | ------ |
| Лестер Сіті       | 2024–25           | Прем'єр-ліга      | 4         | 0         | 0     | 0     | 0          | 0          | –         | –         | –     | –    | 4      | 0      |
| Лестер Сіті       | 2025–26           | Чемпіоншип        | 0         | 0         | 0     | 0     | 0          | 0          | –         | –         | –     | –    | 0      | 0      |
| Всього за кар'єру | Всього за кар'єру | Всього за кар'єру | 4         | 0         | 0     | 0     | 0          | 0          | 0         | 0         | 0     | 0    | 4      | 0      |